# Skofteby församling
Skofteby församling var en församling  i Skara stift i nuvarande Lidköpings kommun. Församlingen uppgick 1776 i Härene församling.

## Administrativ historik
Församlingen har medeltida ursprung och uppgick 1776 i Härene församling, efter att dessförinnan ha ingått i samma pastorat.
Församlingen var till 1677 annexförsamling i pastoratet Härene, Skofteby och Hovby, som före 1500-talet även omfattade Östby församling och Resville församling (som införlivades i Hovby respektive Härene församlingar). Från 1677 fram till samgåendet var Skofteby annexförsamling i ett pastorat med Lidköpings församling som moderförsamling.